# Il rumore della memoria
Il rumore della memoria è un film documentario del 2013 diretto da Marco Bechis.
La pellicola, composta da 6 brevi episodi di circa 8 minuti l'uno, racconta la vita di Vera Vigevani Jarach, attraverso il racconto anche in prima persona delle due esperienze che a distanza di anni e di luoghi hanno segnato la sua vita, mettendola di fronte a due diverse dittature che hanno fatto della deportazione e della eliminazione fisica una pratica comune, il nazifascismo e la dittatura argentina.
È stato distribuito online a puntate e su DVD come film documentario, prodotto nel 2013 da Karta Film per il Corriere della Sera.

## Trama
Una storia narra di come, una giovane ebrea italiana, sia sopravvissuta alle persecuzioni nazifasciste rifugiandosi in Argentina, perdendo invece il resto della sua famiglia rimasta in Italia. L'altro episodio tratta la sorte della figlia Franca, attivista in Argentina contro il regime di Videla, desaparecida e uccisa a soli 18 anni, gettata viva in mare da un aereo durante i voli della morte. Il suo corpo, come quello di molti altri desaparecidos, non è mai stato ritrovato. La scomparsa della figlia spinge Vera a diventare una delle fondatrici delle madri di Plaza de Mayo e una "militante della memoria", che gira l'Italia e l'Argentina per raccontare le sue due storie, affinché questi orrori non si ripetano. Gli episodi incentrati invece sulla Shoah, si svolgono tra Auschwitz e Milano, in compagnia della sopravvissuta all'olocausto Liliana Segre.

## Produzione
L'opera è stata presentata a puntate sul sito del Corriere della Sera, fino ad arrivare all'ultimo episodio presentato il 27 gennaio 2014.
Il film è stato poi ampliato alle dimensioni di lungometraggio con la testimonianza del regista Marco Bechis, anch'egli detenuto, e pubblicato su DVD.
Alcune istituzioni e fonti di informazione hanno recensito il film o usato la proiezione come documento e strumento di riflessione e dibattito soprattutto in occasione delle celebrazioni della giornata della memoria.